# Zeeuwse Eilanden
Onder de Zeeuwse Eilanden worden de eilanden in de Nederlandse provincie Zeeland gerekend. Zij liggen in de Rijn-Maas-Schelde-delta in het zuidwesten van Nederland. Eeuwenlang waren deze eilanden uitsluitend per boot te bereiken. Sinds de bouw van de dammen en bruggen in het kader van het Deltaplan zijn alle eilanden met het vasteland verbonden. Uitzondering hierop zijn enkele kleinere eilanden die niet bewoond zijn en enkele zandplaten die bij hoog water nog soms overstromen. Het gebied komt overeen met COROP-gebied Overig Zeeland:
| Schouwen-Duiveland - Schouwen-Duiveland Tholen - Tholen Noord-Beveland - Noord-Beveland |  | Walcheren - Veere - Middelburg - Vlissingen Zuid-Beveland - Borsele - Goes - Kapelle - Reimerswaal |

Het betreft de (voormalige) bewoonde eilanden:
- Schouwen-Duiveland
  - Schouwen
  - Duiveland
- Sint Philipsland,
- Tholen,
- Noord-Beveland,
- Walcheren en
- Zuid-Beveland.
  - Borssele

De volgende verdronken ooit-bewoonde eilanden, in de Noordzee tegenover Cadzand:
- Wulpen
- Koezand
- Waterdunen

De volgende onbewoonde eilanden:
- Aardbeieneiland
- Arneplaat
- Bastiaan de Langeplaat
- Hooge Platen
  - De Bol
- Krammer
- Mosselplaat
- Neeltje Jans
- Oranjeplaat
- Sabbingeplaat
- Schelphoekplaat
- Schutteplaat
- Soelekerkeplaat
- Spieringplaat
- Zandkreekplaat

Door de Deltawerken permanent boven water gekomen platen nu onbewoonde eilanden:
- Dwars in den Weg
- Haringvreter
- Middelplaten
- Stampersplaat
- Veermansplaat